# Zodarion atriceps
Zodarion atriceps là một loài nhện trong họ Zodariidae.
Loài này thuộc chi Zodarion. Zodarion atriceps được Octavius Pickard-Cambridge miêu tả năm 1872.